# Peter Gerig
Peter Gerig (* 19. März 1934 in Göschenen) ist ein ehemaliger Schweizer Biathlet.
Peter Gerig gehörte in der Mitte und der zweiten Hälfte der 1960er Jahre dem Schweizer Biathlon-Nationalkader an. Sein erstes Grossereignis wurde die Biathlon-Weltmeisterschaft 1963 in Seefeld in Tirol, bei der der Schweizer auf den 42. Platz lief. Gerig startete als Nächstes bei den Olympischen Winterspielen 1964 in Innsbruck und wurde als schwächster Schweizer direkt hinter seinen drei Landsleuten auf dem 48. Rang Vorletzter vor dem Mongolen Tsambyn Dandsan. Während die Laufzeit mittelmässig war, schoss Gerig 16 von 20 Schuss daneben und bekam somit 32 Strafminuten und zeigte die schlechteste Schiessleistung im gesamten Starterfeld. Ein Jahr später trat er bei der Biathlon-Weltmeisterschaft 1965 in Elverum an und erreichte den 39. Platz. 1966 belegte er in Garmisch-Partenkirchen mit Erich Schönbächler, Fredi Vogel und Ruedi Etter als Startläufer der Staffel im erstmals im offiziellen Programm der Weltmeisterschaften durchgeführten Staffelrennen den neunten Rang. 1967 in Altenberg und 1969 in Zakopane trat Gerig nochmals im Einzel an und belegte die Plätze 38 und 55.